# Revue légale
La Revue légale est une revue juridique qui est parue au Québec (Canada) de 1869 à 2012. Elle présentait autant des décisions, que des commentaires de jurisprudence et des articles de doctrine juridique. Elle publiait aussi des décisions étrangères.

## Historique
La Revue légale fut fondée en 1869 par Michel Mathieu et Adolphe Germain. La Revue cesse de paraître en 1892 pour reprendre en 1895. Elle sera ensuite publiée sans interruption jusqu'à sa disparition en 2012.